# Agua Azul, Chamula
Agua Azul är en ort i Mexiko.   Den ligger i kommunen Chamula och delstaten Chiapas, i den sydöstra delen av landet, 700 km öster om huvudstaden Mexico City. Agua Azul ligger 2 303 meter över havet och antalet invånare är 129.
Terrängen runt Agua Azul är huvudsakligen kuperad, men västerut är den bergig. Runt Agua Azul är det tätbefolkat, med 550 invånare per kvadratkilometer. Närmaste större samhälle är San Cristóbal de las Casas, 9,5 km sydost om Agua Azul. I omgivningarna runt Agua Azul växer huvudsakligen savannskog.